# 林嘉祥事件
林嘉祥事件是2008年10月29日发生于中国广东省深圳市南山区科技园的一宗在职高级公务员疑似猥亵女童未遂事件（事后官方对录像和目击证人的调查后称林并未有猥亵行为）。

## 當事人
林嘉祥（1950年3月5日－），户籍中国山东烟台。2007年7月10日，任中华人民共和国深圳海事局党组书记（正局级）、纪检组组长，此前曾任海南海事局党委书记、委员。2008年7月5日，任深圳海事局党组书记、副局长、纪检组长。

## 事件经过
2008年10月29日，林嘉祥在深圳市南山区科技园新梅园海鲜大酒楼喝酒时叫住一小女孩，询问洗手间位置，叫其带路，在接近卫生间时林以手臂搭女童肩脖（据林本人称为表示谢意），因林某当时已明显酒醉，其动作力度明显过当，使得女童认为其欲猥亵自己，在惊吓之下挣脱，将遭遇告知其父母。实际上，以上视频只显示在卫生间门外林以手臂搭女童肩脖并进入卫生间，约10秒后女童夺门而出并快速跑开，由于卫生间内没有监控设备，除当事人外没人知道林在卫生间内的10秒做了什么。
随后女童的父母带着小女孩、小女孩的弟弟走到大堂寻找林嘉祥，同时与酒楼大堂经理交涉。几分钟后，小女孩的母亲带着两孩子返回包房，服务员侧目观看，林嘉祥和小女孩父母之间发生相互推搡和激烈的争吵，其中林嘉祥手指指指点点态度比较嚣张。不久，与林嘉祥一起吃饭的一名女子上前劝阻，但林嘉祥不听劝阻继续推搡小女孩的父亲，最后，该女子带着林嘉祥要走，被小女孩父亲拦住。
随后，小女孩父亲报警求助，不久，高新派出所派警察到场，将双方涉事人员带回调查。报警后，围观的人越来越多，林嘉祥在旁边女伴提醒下想离开现场，期间与现场保安、工作人员多次发生拉扯，直到一民警及时赶到将林嘉祥制住为止。

## 视频的网络流传和人肉搜索
事件发生后有人在网络上公布了当时林嘉祥和女童父母在大厅争吵的视频，在视频所配字幕中（视频本身无声），林嘉祥言语嚣张，引起了网民的强烈不满并对其发动了人肉搜索，公布了林嘉祥本人及其家庭的各方面信息。

### 网络流传视频中的林嘉祥话语
注：视频本身并没有声音，以下字句是以字幕形式出现的。而据公安机关调查，现场的服务员等目击证人并未听到同样的言论。但网评认为字幕内容、语气与林身份及身体语言相切。而苦主开始并不知道林的身份，事后在场人员疑遭禁口。
- “我就是干了，怎么样？要多少钱你们开个价吧。我给钱嘛！”
- “你知道我是谁吗？我是北京交通部派下来的，级别和你们市长一样高。”
- “我掐了小孩的脖子又怎么样，你们这些人算个屁呀！”
- “敢跟我鬥，看我怎么收拾你们！”

## 调查结果
11月1日，交通运输部海事局表示已调一名副局长专门前来调查此事，并已组成调查组，赴深圳协助有关部门认真进行全面调查，调查期间停止林嘉祥工作。
2008年11月3日，当事人被交通運輸部黨組以其10月29日晚酒後言語不當，造成恶劣影響，宣布免去黨內外一切職務。
11月5日下午，深圳市公安局召开新闻发布会，通报深圳海事局原党组书记林嘉祥涉嫌猥亵11岁女童案件调查结果，警方认定该案猥亵罪不成立（根据双方证词和录像，仅为肩脖接触），理由不成立，应为酒后行为不当。
另据林嘉祥本人称，其用手搭女孩肩膀的行为是为其帮忙带路表示谢意。
警方的调查结论如下：

经大量调查取证，根据有关法律法规，警方认为：林嘉祥在事件中的所作所为已经查清，主要有以下几点：
- 一是根据当事双方陈小朋友和林嘉祥的陈述，林确实与陈有肢体接触，但接触部位仅限于肩膀靠脖颈的位置。
- 二是陈小朋友摆脱林嘉祥的地点距离洗手间约有8米远，但只能看到洗手间的指示牌，还看不到洗手间的门口。
- 三是林嘉祥身高1.79米，体重103公斤，陈小朋友能够摆脱林的双手，表明林当时在陈小朋友肩膀靠脖颈处施加的力量有限。
- 四是现场监控探头摄录到的内容中未发现林嘉祥有猥亵的举动，这与当事人双方对有关肢体接触情况的陈述能够吻合，根据有关法律规定，猥亵儿童是指以寻求刺激或满足自己的性欲为目的，用性交以外的方式对儿童实施的淫秽行为。林嘉祥当晚的举动不属于淫秽行为。
- 五是经现场勘查及模拟事发经过，证实林嘉祥、陈小朋友途径转往洗手间防线的转角处的时间极为短暂。陈小朋友在此处挣脱林的双手后即转身跑步离去。

综上所述，林嘉祥在此次事件中的所作所为尚不构成猥亵儿童等违反治安管理行为。但是，其作为党员领导干部和国家公务人员，醉酒后对未成年女童做出双手搭肩膀靠脖颈处的不当动作，使陈小朋友有被“掐”的感觉，受到惊吓，心灵受到伤害，属于在公共场所举止失当、行为不检，且在被陈小朋友父母质问过程中态度恶劣、出言不逊，社会影响很坏，建议由有关部门作出处理。 